# Ким Ыйтхэ
Ким Ыйтхэ (кор. 김의태?, 金義泰?, р.2 июня 1941) — южнокорейский дзюдоист, призёр чемпионатов мира и Олимпийских игр.
Родился в 1941 году. В 1961 году стал бронзовым призёром чемпионата мира. В 1964 году на Олимпийских играх в Токио завоевал бронзовую медаль. В 1965 году вновь стал бронзовым призёром чемпионата мира. В 1972 году принял участие в Олимпийских играх в Мюнхене, но стал лишь 13-м.